# Mettä Dokkas
Mettä Dokkas (meänkieli: Mettä-Tokanen; lulesamiska: Mähtsedoages) är en småort i Gällivare distrikt (Gällivare socken) i Gällivare kommun, Norrbottens län. I augusti 2020 fanns det enligt Ratsit 61 personer över 16 år registrerade med Mettä Dokkas som adress.

## Befolkningsutveckling
| Befolkningsutvecklingen i Mettä Dokkas 1990–2015 | Befolkningsutvecklingen i Mettä Dokkas 1990–2015 | Befolkningsutvecklingen i Mettä Dokkas 1990–2015 | Befolkningsutvecklingen i Mettä Dokkas 1990–2015 | Befolkningsutvecklingen i Mettä Dokkas 1990–2015 |
| ------------------------------------------------ | ------------------------------------------------ | ------------------------------------------------ | ------------------------------------------------ | ------------------------------------------------ |
|                                                  |                                                  |                                                  |                                                  |                                                  |
| År                                               |                                                  |                                                  | Folkmängd                                        | Areal (ha)                                       |
| 1990                                             | 1990                                             |                                                  | 88                                               | 17#                                              |
| 1995                                             | 1995                                             |                                                  | 66                                               | 18#                                              |
| 2000                                             | 2000                                             |                                                  | 69                                               | 18#                                              |
| 2005                                             | 2005                                             |                                                  | 78                                               | 22#                                              |
| 2010                                             | 2010                                             |                                                  | 79                                               | 22#                                              |
| 2015                                             | 2015                                             |                                                  | 71                                               | 35#                                              |
| Anm.: # Som småort.                              |                                                  |                                                  |                                                  |                                                  |

På grund av förändrat dataunderlag hos Statistiska centralbyrån så är småortsavgränsningarna 1990 och 1995 inte jämförbara. Befolkningen den 31 december 1990 var 79 invånare inom det område som småorten omfattade 1995.